# Bándi Vazul
Bándi Vazul (Csíkszentlélek, 1847. június 14. – Torda, 1909. március 24.) gimnáziumi tanár és igazgató, iskolatörténet író, történész.

## Életpályája
Csíkszentléleken született 1847. június 14-én, Bándi József kántortanító gyermekeként. A Csíkszentmártonból származó Bándi család az 1850-es került Kászonjakabfalvára.
Bándi Vazul gimnáziumi tanulmányait Csíksomlyón és Budapesten, a teológiát Gyulafehérváron végezte.
1872. július 28-án szentelték pappá. Püspöki levéltáros volt, majd középiskolai tanár. Harminc évig tevékenykedett a középiskolai nevelés és oktatás terén. Tanított Gyergyószentmiklóson, 1877-től Székelyudvarhelyen a római katolikus gimnázium helyettes tanára volt.
1881-ben Kolozsvárra helyezték át a kegyesrendiek főgimnáziumához, ahol helyettes tanárként tevékenykedett az 1884-1885-ös tanév végéig.
1885-ben matematikából és fizikából szerzett tanári oklevelet a kolozsvári egyetemen. Az 1885-1886-os tanévtől okleveles gimnáziumi tanárként ismét a székelyudvarhelyi gimnáziumban tanított, ahol az ifjúság hitszónoka volt és a gimnázium aligazgatójaként is tevékenykedett.
1891-től Bándi Vazult a Csíksomlyói Római Katolikus Gimnázium és bentlakás igazgatójává nevezték ki Imets Fülöp Jákó helyébe.
A csíksomlyói gimnázium 1908-1909. tanévi értesítőjében - Bándi Vazul halálának évében - közölt megemlékezés szerint: “9 évig működött ezen sok gondot igénylő, terhes állásban, mely alatt nagy buzgalommal munkálkodott úgy a finevelő-intézet, mint a gimnázium felszerelésének fejlesztésén, különösen a szemléltető eszközök tervszerű gyarapítása és a filológiai múzeum alapjának megvetése által.”
Igazgatósága idején 1891-1900 között szerkesztette a gimnázium évente megjelenő Értesítőit, amelyeket elődje, Imets Fülöp Jákó indított el. Az általa szerkesztett gimnáziumi értesítők az iskolatörténeti adatok mellett értékes tanulmányokat is tartalmaznak. Bándi Vazul szépirodalmi, bölcsészeti, helytörténeti és közéleti cikkeket írt. A csíksomlyói gimnáziumban működő Mária-társulat történetéről írt tanulmánya az iskola 1893-1894. évi értesítőjében jelent meg.
Legjelentősebb munkája, terjedelmes iskolatörténeti monográfiája, A csíksomlyói római katolikus főgimnázium története, amely a kezdetektől a XIX. század végéig gyűjtötte össze a csíksomlyói iskolai oktatás történetének legfontosabb fellelhető dokumentumait. Az 1895-1896. tanévi iskolai értesítőben jelent meg nyomtatásban, 439 oldal terjedelemben. Ma is nélkülözhetetlen, gyakran idézett forrásmunka az iskolatörténet kutatói számára,
de a művelődéstörténet és néprajz mai kutatóinak is szolgáltat értékes forrásokat. Például az iskola könyvtárának történetéről is számos adatot közöl, a csíksomlyói iskolai színjátszás történetére vonatkozó dokumentumokat is feltár.
A XVIII. századi csíksomlyói iskolai színjátékokról először Bándi Vazul közölt címlistát iskolatörténeti összegző munkájában. A csíksomlyói búcsú történetének kutatásához is számos adalékkal szolgálnak tanulmányai.
Érdemei közé tartozik, hogy 1896-ban - az ő buzdítására - Csík vármegye 100000 aranykoronát szavazott meg a csíksomlyói gimnázium Csíkszeredába való áthelyezésére, ezzel elkezdődött az új iskola felépítéséhez szükséges anyagi alapok megteremtése.
1900-ban az Erdélyi Római Katolikus Státus Brassóba helyezte át. 1900 - 1907 között a Brassói Római Katolikus Főgimnázium igazgatója volt, ahol az új gimnázium építésének befejezésénél és berendezésénél érvényesíthette szervezőkészségét és tapasztalatait. 1907-ben, tanári pályájának harmincadik évében saját kérelmére vonult nyugalomba. Életének utolsó éveit Tordán, unokaöccsénél, Dr. Balázs András főesperes házánál töltötte, 1909. március 24-én hunyt el.

## Munkái
- A csiksomlyói róm. kath. főgymnáziumban fennálló ,,Mária Társulat”. In: A csiksomlyói Róm. Kath. Főgymnasium értesítője az 1893−1894. tanévről, Csíkszereda, Györgyjakab Márton, 1894.

- A Csiksomlyói Róm. Kath. Főgymnasium története. In: A Csiksomlyói Róm. Kath. Főgymnasium értesítője az 1895–96. tanévről. Csík-Szereda, Györgyjakab Márton Kny., 1896.

- Zarándoklásunk célja a Csik Somlyói Kegyhely ismertetése. In: A Bukaresti “Szent István Király Egyesület” alakulási Emlékkönyve. Bukarest, 1901.

## Külső hivatkozások
- Magyar katolikus lexikon
- Csíkszereda weboldala. A csíksomlyói volt katolikus gimnázium.